# Temple étrusque de Punta della Vipera
Le temple étrusque de Punta della Vipera est un sanctuaire, découvert en 1964, dédié à Menrva (Minerve chez les Romains), déesse de la fécondité et de la fertilité chez les Étrusques. Petit sanctuaire rural, il était vraisemblablement rattaché à la cité étrusque de La Castellina, qui se trouvait à la limite du territoire des actuelles communes de Civitavecchia et de Santa Marinella, dans le Latium.

## Histoire

### VIe/Iersiècleav. J.-C.
Situé à 66 kilomètres de la Via Aurelia, près de l'agglomération de Santa Marinella, dans la province de Rome, dans le Latium, le temple étrusque de Punta della Vipera fut construit dans une zone isolée, face à la mer. Sa date d'édification reste incertaine ; certains la situent vers 530 av. J.-C.
Il a subi plusieurs restaurations :
- La première eut lieu peu après le raid de Denys de Syracuse, vers 384 av. J.- C., les deux évènements étant probablement liés.
- La deuxième est directement liée à l'établissement de la colonie romaine de  Castrum Novum en 264 av. J.-C.
- La troisième comprend des restaurations et des ajouts au niveau du fronton (courant IIe siècle av. J.-C.).
- La dernière a remplacé des terres cuites architecturales (Ier siècle av. J.-C.).

### Iersiècleav. J.-C./ aujourd'hui
Pendant la deuxième moitié du Ier siècle av. J.-C., le temple est de moins en moins fréquenté et tombe ensuite dans l'oubli. Il est presque intégralement démoli pour servir de carrière de pierres pour la construction d'une villa.
Seuls le temenos (cour clôturée du sanctuaire) et le bothros (sorte de système de canalisations, caractérisé par une fosse à même le sol retenant l'eau) sont restés intacts.

## Usage
Ce sanctuaire échappe au relatif mystère qui entoure la civilisation des Étrusques. En effet, même si les ruines ne sont plus que partielles, on sait que ce sanctuaire avait un usage public, et que la plupart des personnes qui y venaient étaient de revenus modestes, ce qui s'explique par l'image prosaïque que véhiculait cette divinité.